# Freginat
El freginat o fregit (i hereginat a la (Vall d'Aran) és un plat de la cuina catalana i occitana que es fa amb menuts de xai o moltó. És un plat d'origen medieval, que ja surt al Llibre de Sent Soví (segle xiv). Els plats a base de menuts són molt habituals a la cuina catalana i occitana, n'hi ha que es fan amb altres animals (ocells, porc, etc.) però els d'anyell són "els més estimats tant a Occitània com als Països Catalans".

## Cultura popular
Una cançó popular occitana, sobretot a la Vall d'Aran i la resta de Gascunya, diu així: Tròba a soa hèmna en taula / damb un fradí ath costat; / se'n minjauen ua lèbe / è un plat d'hereginat.